# Ivan Sadoŭničy
Ivan Mikalaevič Sadoŭničy (in bielorusso Iван Мiкалаевiч Садоўнiчы?; Hrodna, 11 maggio 1987) è un calciatore bielorusso, difensore del Nëman.

## Carriera

### Club
Ha giocato nella massima serie dei campionati bielorusso e kazako.

### Nazionale
Nel 2021 ha esordito in nazionale.

## Palmarès

### Club

#### Competizioni nazionali
- Coppa di Bielorussia: 2

Neman: 2023-2024, 2024-2025